# Combles
Combles é uma comuna francesa na região administrativa de Altos da França, no departamento de Somme. Estende-se por uma área de 9,87 km². Em 2010 a comuna tinha 768 habitantes (densidade: 77,8 hab./km²).